# Бертран Бессьєр
Бертран Бессьєр (фр. Bertrand Bessieres; 1773—1854) — французький військовий діяч, генерал-лейтенант (1821), барон (1810), учасник революційних і наполеонівських воєн. Ім'я генерала вибито на Тріумфальній арці у Парижі. Молодший брат маршала Жана-Батиста Бессьєра.

## Біографія
Народився в сім'ї хірурга, акушера та перукаря Матюрена Бессьєра. Почав службу 15 серпня 1791 року солдатом у 17-му кавалерійському полку. У 1792—1794 роках служив у Північній та Центральній арміях під командуванням генералів Лафайєта та Дюмур'є. 5 листопада 1793 переведений в 22-й кінно-єгерський полк у званні молодшого лейтенанта. Брав участь у кампаніях 1796—1797 років у складі Італійської армії. 3 червня 1797 призначений командиром роти гідів генерала Бонапарта. В 1798 визначений до складу Східної армії і взяв участь в Єгипетській експедиції, 25 липня 1799 прямо на полі битви при Абукірі був призначений командиром ескадрону.
11 січня 1800 отримав звання полковника, і був призначений командиром 11-го кінно-єгерського полку. Повернувся до Франції 1801 року. У складі легкої кавалерії 4-го армійського корпусу Великої армії брав участь у Австрійській кампанії 1805 року. 24 грудня 1805 року за заслуги в битві під Аустерліцом, де він був поранений кулею в голову, надано звання бригадного генерала.
У 1806 році переведений до Італійської армії. З 17 червня 1806 командував бригадою кінних єгерів. 23 грудня 1807 року очолив кавалерійську бригаду у складі Спостережного корпусу Східних Піренеїв, що став 7 вересня 1808 року 8-м армійським корпусом Армії Іспанії. З 7 грудня 1810 по 4 червня 1811 командував драгунською бригадою Армії Португалії, потім переведений у розпорядження генерала Келлерманна.
31 липня 1811 року відзначений званням дивізійного генерала, проте Бессьєр відмовився від цього, і 30 листопада Бертран знову став бригадним генералом. 25 грудня 1811 призначений командиром 2-ї бригади 1-ї дивізії важкої кавалерії генерала Сен-Жермена. Брав участь у Російській кампанії 1812 року, був поранений у плече в битві при Бородіно. У Саксонській кампанії 1813 року командував бригадою, на самому початку бою біля Лейпцигу був поранений шабельним ударом у голову. Після цього записаний у резерв.
При першій Реставрації залишився в армії і 23 січня 1815 призначений командувачем департаменту Ду. Під час «Ста днів» приєднався до Імператора і 15 квітня обійняв посаду командувача департаменту Ло та Гаронна. Після другої Реставрації залишався в резерві до 24 червня 1818 року, коли був призначений королівським лейтенантом у Кале. 21 квітня 1821 року отримав звання генерал-лейтенанта. 1 грудня 1824 вийшов у відставку.